# L'Européen
Pour les articles homonymes, voir Européen (homonymie).
 (janvier 2018).
L'Européen est une salle de spectacles parisienne, située no 5, rue Biot dans le 17e arrondissement de Paris. 

## Historique
Inauguré en 1872 sous le nom de Concert européen en raison de sa proximité avec le quartier de l'Europe, ce music-hall populaire de 600 places est rapidement rebaptisé par abréviation l'Européen. Le chef d'orchestre est Henri Christiné, le futur compositeur d'opérettes à succès telles Phi-Phi (1918) et Dédé (1921). Y font leurs débuts Polaire, Jeanne Bloch, Fragson dans un répertoire de café-concert puis quelques années plus tard Tino Rossi, Édith Piaf, André Claveau. Mayol, Damia et Georgius s'y produisent régulièrement.
Dans les années 1950, les opérettes sont toujours à l'affiche. Roger Nicolas en fait son théâtre de prédilection en y fêtant la 1 000e représentation de Baratin, puis la 2 000e de Mon p'tit pote, deux opérettes de Jean Valmy. Suzy Delair fait une dernière apparition en 1954 dans Mobilette avec Mona Monick, Michel Roux et Roger Lanzac.
Dans les années 1960, la salle est entièrement reconstruite et prend le nom de Théâtre en Rond (en raison de sa nouvelle forme circulaire) et se tourne vers le théâtre.
En 1987, Philippe Hourdé, alors directeur de l'atelier Hourdé (année préparatoire aux écoles d'art) et de l'École supérieure des arts et techniques (ESAT), décide d'y implanter son activité, sauvant ainsi la salle de la démolition. Elle retrouve son nom d'origine et renoue avec la musique en programmant de nombreux concerts, tous genres confondus (pop-rock, variété française, musiques du monde, jazz) ainsi que des spectacles musicaux.
Depuis 2000 Julie Zenatti est l'une des artistes à s'être produite le plus de fois dans cette salle. C'est notamment a l'Européen qu'elle est montée sur scène en solo pour la première fois.
Depuis septembre 2024, tous les dimanches, l'émission La dernière de Guillaume Meurice diffusée sur Radio Nova est enregistrée en public et en direct àl'Européen.

## Albums enregistrés à l'Européen
- 1991 : Chanson plus bifluorée à l'Européen du groupe Chanson plus bifluorée

## Iconographie
- Edmond Heuzé, La Chanteuse au caf'conc à L'Européen, huile sur carton, Musée de Montmartre, Paris.